# Minucia inoperta
Minucia inoperta là một loài bướm đêm trong họ Erebidae.